# Ère Eiji
L'ère Eiji (永治) est une des ères du Japon (年号, nengō, lit. « nom de l'année ») après l'ère Hōen et avant l'ère Kōji. Cette ère couvre la période allant du mois de juillet 1141 au mois d'avril 1142. Les empereurs régnant sont Sutoku-tennō (崇徳天皇) et Konoe-tennō (近衛天皇).

## Changement d'ère
- 9 février 1141 Eiji gannen (永治元年?) : Le nom de la nouvelle ère est créé pour marquer un événement ou une série d'événements. L'ère précédente se termine là où commence la nouvelle, en  Hōen 6, le 10e jour du 7e mois de 1141[3].

## Événements de l'ère Eiji
- 1141 (Eiji  1, 3e mois) : L'ancien empereur Toba accepte la tonsure et devient moine bouddhiste à l'âge de 27 ans[4].
- 5 janvier 1132 (Eiji 1, 7e jour du 12e mois) : Durant la 18e année du règne de Sutoku-tennō (崇徳天皇18年), l'empereur abdique et la succession (senso) est reçue par un frère cadet, le 8e fils de l'ancien empereur Toba. Peu après, l'empereur Konoe est déclaré avoir accédé au trône (sokui)[5].

| Eiji      | 1er  | 2e   |
| --------- | ---- | ---- |
| Grégorien | 1141 | 1142 |